# Karin Sheedy
Karin Sheedy (ur. 12 lipca 1955) – australijska judoczka.
Uczestniczka mistrzostw świata w 1980. Złota medalistka mistrzostw Oceanii w 1979. Mistrzyni Australii w 1976, 1979 i 1981 roku.